# Bapuh Baru
Bapuh Baru is een bestuurslaag in het regentschap Lamongan van de provincie Oost-Java, Indonesië. Bapuh Baru telt 879 inwoners (volkstelling 2010).